# Coman, Bacău
Coman (în maghiară Komán sau Gajdár) este un sat în comuna Sănduleni din județul Bacău, Moldova, România.

## Istoric
Satul actual este compus din așezările Coman (în maghiară Komán) și Găidar (în maghiară Gajdár). Victor Spinei a inclus numele satului Coman, ca așezare aflată pe pârâul Turlui, afluent de stânga al Tazlăului, alături de denumirile de origine turanică de tip Berindești și Coman, prezente în Moldova medievală. Satul a fost găsit menționat în danii domnești din anul 1409. O referire la seliștea lui Coman a fost făcută în momentul cumpărării acesteia de către Sima Turluianul de la Marena, fiica lui Ulea, în jurul anului 1462.
Potrivit lui János Jerney⁠(hu)[traduceți] în cartea sa Keleti utazása a' magyarok' őshelyeinek kinyomozása végett 1844 és 1845 (1851), Coman era cunoscut drept o vale largă din Ținutul Bacăului, la vest de Bogdánfalva (Valea Seacă) și Forrófalva (Faraoani), separate de un munte. Valea era utilizată ca fânaț, cu terenul deținut de mai mulți boieri și răzeși care închiriau parcele altor locuitori din sate vecine pentru fân sau le foloseau ei înșiși pentru a face țarcuri de iarnă pentru vite.
Despre Găidar (Gajdár) a menționat că era proprietatea lui Stamatachi din Ținutul Bacăului, ca parte a satului Szekatúra și ca filială a parohiei din Călugăra, la 3 ore spre sud de aceasta. Populația era formată din 150 de ceangăi-maghiari catolici, veniți din Călugăra în urmă cu 5 ani, după ce fuseseră privați de reședințele lor. În 1868, Ferenc Kovács⁠(hu)[traduceți] l-a menționat ca Gaidár și cu o populație de 127 de catolici. În 1912, Găidar a avut o populație de 241 de locuitori. Pál Péter Domokos a menționat 80 de familii. Jerney, Kovács și Domokos au găsit populația ca fiind vorbitoare de limbă maghiară.
În 1908, Coman era înregistrat drept cătun. În 1968 satul Găidar a fost desființat și comasat cu satul Coman.
La recensământul populației din 1930, din punct de vedere al naționalității Coman avea o populație de 56 de locuitori, dintre care 53 de români și 3 sârbi/croați/sloveni. După limba maternă, 55 erau de limbă română și unul de sârbă/croată/slovenă. În general, în comparație cu statisticile unor misionari, preoți locali, recensăminte anterioare (1859, sfârșitul secolului al XIX-lea), numărul maghiarilor și vorbitorilor de limbă maghiară declarați în județul Bacău a fost mult mai mare în trecut. După apariția României Mari, recensământul din 1930 a produs o contradicție cu celelalte evidențe ca parte a unui fenomen în care oficialii naționaliști au prezentat prin date false minoritățile naționale, implicit ceangăii din Moldova, ca în curs de dispariție.

## Învățământ

### În limba maghiară
În anul 2006 a început predarea intrașcolară a învățământului în limba maghiară, solicitată de mai multe familii. Demersul a fost primit de către primarul comunei, directorul școlii de stat în română și preotul romano-catolic, însă a fost contracarat de profesorii școlii de stat, prin Consiliul Școlar, care au aplicat pedepse elevilor. O situație asemănătoare s-a petrecut în aceeași perioadă la Luizi-Călugăra, în amândouă cazuri anumiți părinți fiind nevoiți să își retragă cererile.